# Dave Abbruzzese
Pour les articles homonymes, voir Abbruzzese.
Dave Abbruzzese, né le 17 mai 1968 à Stamford, est un musicien américain, batteur de Pearl Jam de 1991 à 1994. Il remplace Dave Krusen peu après la sortie du premier album du groupe, Ten, et joue sur les deux albums suivants, Vs et Vitalogy. Il est exclu du groupe après la sortie de cet album.
Il est recherché dans le comté de Denton, Texas pour trafic de drogues depuis le 26 septembre 2014 .